# Tortula leptopyxis
Tortula leptopyxis là một loài rêu trong họ Pottiaceae. Loài này được (Müll. Hal.) Lindb. & Arnell mô tả khoa học đầu tiên năm 1890.